# Вест-Лафаєтт (Огайо)
Вест-Лафаєтт (англ. West Lafayette) — селище (англ. village) в США, в окрузі Кошоктон штату Огайо. Населення — 2417 осіб (2020).

## Географія
Вест-Лафаєтт розташований за координатами 40°16′34″ пн. ш. 81°45′6″ зх. д. / 40.27611° пн. ш. 81.75167° зх. д. (40.276070, -81.751708).  За даними Бюро перепису населення США в 2010 році селище мало площу 2,29 км², уся площа — суходіл.

## Демографія
Згідно з переписом 2010 року, у селищі мешкала 2321 особа в 948 домогосподарствах у складі 642 родин. Густота населення становила 1013 особи/км².  Було 1033 помешкання (451/км²).
Расовий склад населення:
| - 99,0 % — білих - 0,1 % — чорних або афроамериканців - 0,1 % — азіатів |

До двох чи більше рас належало 0,6 %. Частка іспаномовних становила 0,6 % від усіх жителів.
За віковим діапазоном населення розподілялося таким чином: 23,3 % — особи молодші 18 років, 59,3 % — особи у віці 18—64 років, 17,4 % — особи у віці 65 років та старші. Медіана віку мешканця становила 39,1 року. На 100 осіб жіночої статі у селищі припадало 86,7 чоловіків;  на 100 жінок у віці від 18 років та старших — 86,0 чоловіків також старших 18 років.
Середній дохід на одне домашнє господарство  становив 50 254 долари США (медіана — 38 986), а середній дохід на одну сім'ю — 56 791 долар (медіана — 41 944). За межею бідності перебувало 17,8 % осіб, у тому числі 22,1 % дітей у віці до 18 років та 6,6 % осіб у віці 65 років та старших.
Цивільне працевлаштоване населення становило 928 осіб. Основні галузі зайнятості: освіта, охорона здоров'я та соціальна допомога — 34,9 %, виробництво — 21,9 %, роздрібна торгівля — 9,3 %, фінанси, страхування та нерухомість — 5,8 %.